# غسل الميت (إسلام)
غسل الميت هي شعيرة من شعائر الإسلام تؤدى بعد وفاة المسلم وقبل لحده في قبره.

## تعريف الغسل
الغسل لغةً: غسل الشيء يغسله غسلاً، والغسل تمام غسل الجسد كله.
الغسل اصطلاحاً: إفاضة الماء على جميع الجسد من قمة الرأس إلى قرار القدم، باطناً وظاهراً مع الدلك، مقروناً بنية.

## أهمية غسل الميت في الإسلام
الموت حق على كل إنسان، قال الله تعالى:﴿كُلُّ نَفْسٍ ذَائِقَةُ الْمَوْتِ ثُمَّ إِلَيْنَا تُرْجَعُونَ﴾، وقال جل شأنه:﴿كُلُّ نَفْسٍ ذَائِقَةُ الْمَوْتِ وَإِنَّمَا تُوَفَّوْنَ أُجُورَكُمْ يَوْمَ الْقِيَامَةِ فَمَنْ زُحْزِحَ عَنِ النَّارِ وَأُدْخِلَ الْجَنَّةَ فَقَدْ فَازَ وَمَا الْحَيَاةُ الدُّنْيَا إِلَّا مَتَاعُ الْغُرُورِ﴾، وقال تعالى:﴿ثُمَّ إِنَّكُمْ بَعْدَ ذَلِكَ لَمَيِّتُونَ﴾.
فإذا ما تحقق الموت يقيناً يبدؤون في تجهيز الميت، أمّا إذا ما اشتبه في أمر موته اعتبر بظهور علامات الموت من استرخاء رجليه، وانخساف صدغيه، أو امتداد جلده ووجهه، وميل أنفه، أو نتيجة تقرير طبي، أو بناءً على شهادة أهل الخبرة، فإذا ما تُحقِّق من أمر الموت ينبغي المسارعة إلى القيام بإجراءات تجهيزه؛ لقوله -صلى الله عليه وسلم-: (‌لا ‌تؤخروا ‌الجنازة إذا حضرت)، ولقوله -صلى الله عليه وسلم- عندما أتى يعود طلحة: (إني لا أرى طلحة إلا قد حدث فيه الموت، فآذنوني به وعجلوا؟ ‌فإنه ‌لا ‌ينبغي ‌لجيفة ‌مسلم ‌أن ‌تحبس بين ظهراني أهله)، ولما روي عن الإمام أحمد أنه قال: (كرامة الميت ‌تعجيله).

## مشروعية غسل الميت
الغسل مشروع بالسنة والإجماع، فالسنة: الحديث الذي روي عن النبي صلى الله عليه وسلم: أن آدم -عليه السلام- قبضته الملائكة، وغسلوه، وكفنوه، وحنطوه، وحفروا له، وألحدوا، وصلوا عليه، ثم دخلوا قبره فوضعوه في قبره، ووضعوا عليه اللبن، ثم خرجوا من القبر، ثم حثوا عليه التراب، ثم قالوا: يا بني آدم هذه سنتكم؛ والحديث الذي رواه ابن عباس، قال: بينما رجل واقف ‌بعرفة، ‌إذ ‌وقع ‌عن ‌راحلته ‌فوقصته، أو قال: فأوقصته، قال النبي صلى الله عليه وسلم: اغسلوه بماء وسدر، وكفنوه في ثوبين، ولا تحنطوه، ولا تخمروا رأسه، فإنه يبعث يوم القيامة ملبياً، والحديث الذي روته أم عطية، قالت: دخل علينا رسول الله ونحن نغسل ابنته، فقال: اغسلنها ثلاثاً، أو خمساً، أو أكثر من ذلك بماء وسدر، واجعلن في الآخرة كافوراً، فإذا فرغتنّ فَآذِنّني، فلما فرغنا آذناه، فألقى إلينا حقوه فقال: أشعرنها إياه.، وأما عمل الصحابة، فأبو بكر غسلته زوجه أسماء، والإمام علي غسل زوجه فاطمة الزهراء.

## أقوال الفقهاء في حكم تغسيل الميت

### الحنفية
```
ذهب فقهاء الحنفية إلى أن غسل الميت واجب، وهو من حق المسلم على المسلم
[
14
]
، واستدلوا على ذلك بقول النبي: للمسلم على المسلم ستة بالمعروف: يسلّم عليه إذا لقيه، ويجيبه إذا دعاه، ويشمته إذا عطس، ويعوده إذا مرض، ويتبع جنازته إذا مات، ويحب له ما يحب لنفسه.
[
15
]
 والغسل إذا قام به البعض سقط عن الباقين والواجب مرة واحدة، والتكرار سنة، حتى لو اكتفى بغسلة واحدة، أو غمسة واحدة في ماء جارٍ، جاز ذلك.
[
14
]
```

### المالكية
لفقهاء المالكية قولان، الأول: تغسيل الميت سنة، وهو منقول عن ابن أبي زيد، وابن يونس، وابن الجلاب، وقد شهره ابن بزيزة، وقد استدل ابن رشد لهذا القول بما ورد من غسل الملائكة لآدم.، والثاني: أن غسل الميت واجب، أي على سبيل الكفاية، ومعلوم أن الفرض والواجب عند المالكية بمعنى واحد، وقد نقل هذا القول على القاضي عبد الوهاب، وابن محرز، وابن عبد البر، وابن الحاجب، وشهره ابن فرحون.

### الشافعية
يرى فقهاء الشافعية أن غسل الميت فرض على الكفاية، واستدلوا عليه بقول النبي في الذي سقط من راحلته اغسلوه بماء وسدر وكذلك بقول النبي: (فرض على أمتي غسل موتاها ...)، وقد قال الماوردي: "أما غسل الموتى وتكفينهم والصلاة عليهم ودفنهم ففرض على كافة المسلمين، والكل به مخاطبون، فإذا قام به بعضهم سقط الفرض على باقيهم، وإن لم يقم به البعض أثِمَ الكُل.

### الحنابلة
قالوا إن غسل الميت فرض كفاية، ودليلهم على ذلك قول النبي في الرجل الذي وقصت به راحلته: (اغسلوه بماء وسدر...).

## صفة غسل الميت
1. يُجعل على سرير في مكان مستور عن جميع الأنظار، ويكون المكان مسقوفاً بسقفٍ إن أمكن؛ ليكون أكمل في الستر فيكون في بيت أو خيمة، أو غرفة، أو نحو ذلك.[21]
2. لا يحضره إلا من يباشر تغسيله أو من يحتاج إليه المغسل؛ ليساعده؛ لأن الميت ربما كان به عيب يستره في حياته ولا يحب أن يطلع عليه الناس، وربما بدت عورة الميت من غير قصد الغاسل فيشاهدها من يحضر، فلا يحضره أحد أثناء التغسيل،[22] إلا من يضطر المغسل إليه ليساعده على التغسيل، وإذا ظهر عيب وجب أن يستره المغسل ومن يساعده، وإذا ظهرت علامات الخير استحب الإخبار بها؛ ليدعى له ويقتدى بصفاته الحسنة.[23]
3. يليِّن مفاصله، وهو أن يرد ذراعيه إلى عضديه، وعضديه إلى جنبيه، ثم يردهما، ويرد ساقيه إلى فخذيه، وفخذيه إلى بطنه، ثم يردهما؛ ليكون ذلك أبقى للينه، فيكون ذلك أمكن للغاسل من تغسيله، وتمديده، وخلع ثيابه، وتكفينه، وقد ذكر الإمام ابن قدامة: أن ذلك يستحب في موضعين: عقب موته قبل قسوتها وبرودته، وإذا شرع في غسله؛ وإن شق ذلك لقسوة الميت أو غيرها تركه؛ لأنه لا يؤمن أن تنكسر أعضاؤه، ويصير به ذلك إلى المثلة.[24]
4. يوضع على عورة الميت سِتر من سرته إلى ركبته تدخل من تحت ثيابه وتلف على عورته؛ لحديث عمرو بن شعيب عن أبيه عن جده يرفعه: (وإذا أنكح أحدكم عبده أو أجيره فلا ينظر إلى شيء من عورته؛ فإنما أسفل من سرته إلى ركبته من عورته)[25]، ولا ينظر إلى فخذ حي ولا ميت.[26]
5. يُجَرَّد من ثيابه بعد ستر عورته كما تقدم؛ لأن أصحاب النبي صلى الله عليه وسلم قالوا حينما مات عليه الصلاة والسلام: والله ما ندري أنجرِّدُ رسول الله صلى الله عليه وسلم كما نُجرِّدُ موتانا أم نغسله وعليه ثيابه …[27]، فدل ذلك أنهم كانوا يجرِّدون الموتى وينزعون عنهم الثياب قبل التغسيل.[28]
6. تُقلّم أظفاره، ويقص شاربه؛ لأن هذا من تنظيف الميت إذا كانت طويلة؛ لأن هذا من نظافة الميت، وتجميله، وتحسينه، قال الإمام ابن قدامة: ويستحب تقليم أظفار الميت وقصّ شاربه؛ لأن ذلك سنة في حياته.[29]
7. يبدأ فيحني الميت حنياً رفيقاً لا يبلغ به الجلوس، فيرفع رأسه إلى قرب جلوسه ويمرُّ بيده على بطنه فيعصره عصراً رفيقاً، لأجل أن يُخرج منه ما كان مستعدّاً للخروج من النجاسات؛ لئلا يخرج بعد الغسل أو بعد التكفين فيلوث الكفن ويفسد الغسل - ويكثر صب الماء حين العصر صبّاً كثيراً؛ ليذهب بما يخرج من النجاسات فلا تظهر رائحته، والأولى أن يكون في المكان الذي يغسل فيه الميت بخور مما يتدخن به الناس من عود ونحوه؛ لئلا يتأذى برائحة الخارج - إلا الحامل فلا يعصر بطنها؛ لئلا يؤذي الجنين.[29]
8. يلف الغاسل على يده اليسرى خرقةً أو قفازاً أو كيساً فينجِّيه بها فيغسل فرجه فيصب الماء من تحت الإزار أو المنشفة التي قد وضعت على جميع عورة الميت، ويبالغ في تنظيف الفرجين حتى ينقي ما بهما من نجاسة، ولا يمس عورته بغير حائل؛ لأن النظر إلى العورة يحرم، فلمسها أولى بالتحريم، ثم يلقي هذه الخرقة أو القفاز.[30]
9. يلف الغاسل على يده خرقة أخرى أو ليفة أو نحوهما: كالقفاز؛ لأن الصحابة رضي الله عنهم غسلوا رسول الله صلى الله عليه وسلم وعليه قميصه يصبون الماء فوق القميص ويدلكونه بالقميص دون أيديهم.[31]
10. يوضئه وضوءه للصلاة، ثم يبدأ بالميامن وأعضاء الوضوء والقفاز على يده؛ لحديث أم عطية رضي الله عنها أن النبي قال: ابدأن بميامنها ومواضع الوضوء منها.[12] فينوي القيام بالوضوء والغسل، ويقول: بسم الله، ثم يغسل يديه ثلاثاً، ثم يأخذ خرقة خشنة فيبلها بالماء ويجعلها على أصبعيه ثم يدخل أصبعيه بين شفتيه فيمسح أسنانه وينظفها، ويدخل أصبعيه في منخريه وينظف المنخرين ولا يدخل الماء في فمه ولا في منخريه، وإنما يكتفي ببل الخرقة وينظف بها أسنانه ومنخريه ثلاثاً؛ ليقوم ذلك مقام المضمضة والاستنشاق؛ لقول النبي: إذا أمرتكم بأمر فأتوا منه ما استطعتم.[32] ويغسل وجهه ثلاثاً، ويغسل يديه: اليمنى إلى المرفق ثلاثاً، ثم اليسرى ثلاثاً، ويمسح رأسه إدباراً وإقبالاً، ثم يُحلّق بأصبعيه على أذنيه فيمسحهما، ويغسل رجله اليمنى إلى الكعب ثلاثاً، واليسرى ثلاثاً.[33]
11. يُؤتى بالسدر فيغسل رأسه برغوة السدر، يبدأ بشق رأسه الأيمن ثم الأيسر، بعد أن يُخَضّ ويُرجّ حتى يكون له رغوة فيغسل رأسه ولحيته؛ يفعل ذلك ثلاث مرات؛ لأن النبي كان يبدأ بعد الوضوء بغسل رأسه في الجنابة.[34]
12. يبدأ بغسل جسد الميت فيبدأ بشقه الأيمن؛ لقوله صلى الله عليه وسلم: ابدأن بميامنها[12]، فيغسل يده اليمنى وصفحة عنقه، وشق صدره الأيمن، وجنبه، وفخذه، وساقه، وقدمه فيكون الغسل من كتفه الأيمن حتى نهاية قدمه اليمنى، يدلكه باليد داخل القفاز مع صب الماء وإدخال اليد من تحت الساتر الذي يستر عورة الميت، ويكون الغسل بالماء والسدر مع ثفل السدر -حثالة ورق السدر المطحون-[35]، ثم يقلبه على جنبه الأيسر ويغسل شق ظهره الأيمن وما يليه، وكل ما لم يغسله من هذا الجنب، ثم يقلبه فيعيده على ظهره ويغسل يده اليسرى وصفحة عنقه، وشق صدره الأيسر، وجنبه، وفخذه، وساقه، وقدمه، فيكون الغسل من كتفه اليسرى حتى نهاية قدمه اليسرى يدلكه باليد داخل القفازين مع صب الماء وإدخال اليد من تحت الساتر، ويكون الغسل بالماء والسدر كما تقدم، ثم يقلبه على جنبه الأيمن ويغسل شقه الأيسر مع شق ظهره وما يليه، وكل ما لم يغسله من هذا الجنب، ثم يعم سائر جسده بالماء، ويكرر هذا الغسل ثلاث مرات، أو خمس مرات أو سبعاً، أو أكثر من ذلك على حسب ما يرى الغاسل؛ فإن خرج شيء من بطنه أعاد إنجاءه وأعاد الوضوء والغسل، ولا يعد الوضوء إلا إذا خرج شيء، فإن استمر الخارج سد مكانه بالقطن، وأحكمه، ثم أعاد الوضوء والغسل، ويجعل في الغسلة الأخيرة كافوراً، ليشده ويطيبه ويبرده؛ لحديث أم عطية أن النبي قال: اغسلنها ثلاثاً، أو خمساً، أو سبعاً، أو أكثر من ذلك إن رأيتن ذلك بماء وسدر، قالت: قلت: وتراً؟ قال: نعم، واجعلن في الأخيرة كافوراً أو شيئاً من كافور ….[12]

```
ويُنقض شعر الميت إن كان له شعر، ويُمشط، ويُضفر شعر المرأة ثلاثة قرون: قرنيها، وناصيتها، ويُلقى خلفها؛ لحديث أم عطية.
[
12
]
 
وإذا فرغ الغاسل من غسل الميت نشفه بمنشفة ثم توضع هذه المنشفة المبللة خفيفاً على الأخرى الساترة للعورة فتسحب المنشفة المبللة كثيراً من تحتها فيكون الميت جاهزاً للتكفين.
[
29
]
```

## تكفين الميت
الأفضل أن يكفن الرجل في ثلاث أثواب بيض، ليس فيها قميص ولا عمامة، كما فعل النبي محمد صلى الله عليه وسلم، يدرج فيها إدراجاً، وإن كفن في قميص وإزار ولفافتين فلا بأس، والمرأة تكفن في خمسة أثواب: في درع، وخمار وإزار، ولفافتين. والواجب في حق الجميع ثوب واحد يستر الميت لكن إذا كان الميت محرماً فإنه يغسل بماء وسدر، ويكفن في إزاره وردائه أو في غيرهما ولا يغطي رأسه ولا وجهه، ولا يطيب لأنه يبعث يوم القيامة ملبياً، كما صح ذلك الحديث عن النبي صلى الله عليه وسلم، وإن كان المحرم امرأة كفنت غيرها، ولكن لا تطيب ولا يغطى وجهها بنقاب ولا يداها بقفازين، ولكن يغطى وجهها ويدها بالكفن الذي كفنت فيه كما تقدم بيان صفه تكفين المرأة، ويكفن الصبي في ثوب واحد إلى ثلاث أثواب، وتكفن الصغيرة في قميص واحد ولفافتين.
والحكمة من تكفين الميت ستر الميت، قال ابن قدامة في المغني: يجب كفن الميت، لأن النبي صلى الله عليه وسلم أمر به، ولأن سترته واجبة في الحياة، فكذلك بعد الموت.

## صفة دفن الميت
المشروع تعميق القبر إلى وسط الرجل، وأن يكون في لحد من جهة القبلة، وان يوضع الميت في اللحد على جنبه الأيمن، وتحل عقدة الكفن ولا تنزع بل تترك، ولا يكشف وجهه سواء كان الميت رجلاً أو امرأة، ثم يصب عليه اللبن (أي الطوب أو البلوك) ويطن كي يثبت ويقيه التراب، فإن لم يتيسر اللبن فبغير ذلك من الواح، أو أحجار، أو أخشب يقيه التراب، ثم يهال عليه التراب، ويستحب أن يقال عند ذلك: باسم الله وعلى ملة رسول الله، وبرفع القبر قدر شبر، ويوضع عليه حصاء ان تيسر ذلك، ويرش بالماء.
و يشرع للمشيعين أن يقفوا عن القبر ويدعوا للميت.
أحق الناس بغسله والصلاة عليه ودفنه وصيه في ذلك، ثم الأب، ثم الجد، ثم الأقرب فالأقرب من العصبات في حق الرجل. والأولى بغسل المرأة وصيتها، ثم الأم، ثم الجدة، ثم الأقرب فالأقرب من نسائها، وللزوجين أن يغسل أحدهما الآخر، لأن الصديق غسلته زوجته، ولأن علي غسل زوجته فاطمة رضي عنه.
ثم يُصلّى على الميت صلاة الجنازة، والسنة أن يقف الامام حذاء رأس الرجل، ووسط المرأة.

## وصلات خارجية
- فيديو تمثيلي لتغسيل الميت وتكفينه حسب الشريعة الإسلامية.